# Antonivka, Kaharlîk
Antonivka (în ucraineană Антонівка) este un sat în comuna Leonivka din raionul Kaharlîk, regiunea Kiev, Ucraina.

## Demografie
Componența lingvistică a localității Antonivka
     Ucraineană (96,46%)
     Rusă (3,03%)
Conform recensământului din 2001, majoritatea populației localității Antonivka era vorbitoare de ucraineană (96,46%), existând în minoritate și vorbitori de rusă (3,03%).